# Trovo
Trovo är en ort och kommun i provinsen Pavia i regionen Lombardiet i Italien. Kommunen hade 1 018 invånare (2018).